# Calliope (geslacht)
Calliope is een geslacht van zangvogels uit de familie vliegenvangers (Muscicapidae).

## Taxonomie
De geslachtsnaam Calliope (Grieks: Καλλιόπη) is geïntrodceerd door de Engelse vogelkundige John Gould. Calliope betekent in het Oudgrieks "mooie stem" en is de naam van de dochter van Zeus, een van de negen muzen.
Zoals de Nederlandse namen van de soorten uit dit geslacht al aangeven, is er verwantschap met de nachtegalen. Die soorten werden daarom ook vaak ingedeeld bij Luscinia (zie Avibase). Het fylogenetisch onderzoek dat in 2010 werd gepubliceerd maakte plaatsing bij de nachtegalen aanvechtbaar.

## Soorten
Het geslacht kent de volgende soorten:
- Calliope calliope  – Roodkeelnachtegaal
- Calliope obscura  – Zwartkeelnachtegaal
- Calliope pectardens  – Pater Davids nachtegaal
- Calliope pectoralis  – Himalayazwartborstnachtegaal
- Calliope tschebaiewi  – Chinese zwartborstnachtegaal